# Fflur
Fflur („Blume“) ist in der keltischen Mythologie von Wales eine Sagengestalt aus den Walisischen Triaden, die Geliebte von Caswallawn.

## Mythologie
Fflur ist die Tochter des Zwerges Mygnach und wird von Caesar bei seinem ersten Britannien-Feldzug entführt. Ihr Geliebter Caswallawn verfolgt daraufhin Caesar nach Gallien, in einer anderen Version bis nach Rom, um sie zu befreien. Dabei soll er sich als Schuster ausgegeben haben, um in Fflurs Nähe zu kommen. Es gelingt ihm, 6.000 Römer zu töten und Fflur zu retten. Daraufhin führt Caesar einen zweiten Feldzug durch, bei dem Caswallawn belagert und zur Unterwerfung gezwungen wird.